# Rodolfo Sancho
Rodolfo Sancho Aguirre (Madrid, 14 gennaio 1975) è un attore spagnolo noto per aver interpretato Ferdinando II d'Aragona nella serie Isabel.

## Filmografia

### Cinema
- Cachito, regia di Enrique Urbizu (1996)
- Taxi, regia di Carlos Saura (1996)
- Lo sguardo dell'altro, regia di Vicente Aranda (1997)
- Beyond Darkness, regia di Javier Ellorieta (2003)
- La notte dei girasoli, regia di Jorge Sanchez Cabezudo (2006)
- No habrá paz para los malvados, regia di Enrique Urbizu (2011)
- La corona partida, regia di Jordi Frades (2016)
- Voces, regia di Angel Gomez Hernandez (2020)

### Televisione
- Los desastres dela guerra – miniserie TV, 2 episodi (1983)
- La huella del crimen – miniserie TV, 1 episodio (1985)
- Curro Jiménes: El regresso de una leyenda – serie TV, 7 episodi (1995)
- Hermanos de leche – serie TV, 1 episodio (1995)
- Carmen y familia – serie TV, 1 episodio (1996)
- Colegio mayor – serie TV, 1 episodio (1997)
- Al salir de clase – serie TV 453 episodi (1997-1999)
- La vida en el aire – serie TV, 2 episodi (1998)
- Paraíso – serie TV, 1 episodio (2001)
- Paso adelante – serie TV, 1 episodio (2003)
- Amare per sempre (Amar en tiempos revueltos) – serie TV, 182 episodi (2005-2006)
- Isabel – serie TV, 35 episodi (2011-2014)
- El ministerio del tiempo – serie TV, 25 episodi (2015-2020)
- Gli eredi della terra (Los herederos de la tierra) – serie TV, 5 episodi (2022)
- Amore e vendetta - Zorro (Zorro) – serie TV, 10 episodi (2024)